# 磯博康
磯 博康（いそ ひろやす）は、日本の公衆衛生学者。大阪大学名誉教授、日本学術会議副会長、日本公衆衛生学会理事長。元日本疫学会理事長。

## 人物・経歴
1982年筑波大学医学専門学群を卒業し、医師免許を取得。1986年筑波大学大学院医学研究科博士課程環境生態系専攻を修了し、医学博士の学位を取得。1988年にはフルブライト・プログラム奨学生として渡米し、ミネソタ大学大学院修士課程公衆衛生学疫学専攻を修了、公衆衛生学修士（MPH）の学位を取得した。
帰国後の1988年から1990年まで大阪府立成人病センター集団検診I部にて技術吏員を務めた後、1990年に筑波大学社会医学系の講師に着任。1993年に同助教授、2002年に教授へと昇進した。1996年から1997年にかけては、文部省の海外派遣研究者としてハーバード大学医学部客員准教授を務めた。2004年から2006年まで筑波大学大学院人間総合科学研究科社会健康医学教授を務めた後、2005年より大阪大学大学院医学系研究科公衆衛生学教授に就任。
2013年から2015年まで大阪大学医学系研究科副研究科長を兼任した。2019年より国立国際医療研究センター国際医療協力局グローバルヘルス政策研究センター長に就任。2020年から日本学術会議会員。また、2022年には大阪大学名誉教授となり、環境省エコチル調査大阪ユニットセンターセンター長補佐も務めた。2023年から日本学術会議副会長。また、日本公衆衛生学会理事長、日本疫学会理事長なども歴任した。

## 著作
- 『公衆衛生領域における連携と協働 : 理念から実現に向けて』（武藤孝司, 村嶋幸代と共編）日本公衆衛生協会 2015年
- 『医学論文から学ぶ臨床医のための疫学・統計 : 診療に生かせる読み解きかた』（北村哲久, 服部聡, 祖父江友孝と共編）朝倉書店 2023.

## 受賞
- 1989年 日本心臓財団奨励賞[1]
- 1992年 日本公衆衛生学会奨励賞[1]
- 2014年 大阪大学総長顕彰（教育部門）[1]
- 2015年 大阪大学総長顕彰（研究部門）[1]
- 2015年 日本医師会医学賞[1]
- 2016年 日本心臓財団予防賞[1]
- 2019年 大阪大学賞（教育貢献部門）[1]